# Канцов, Томас

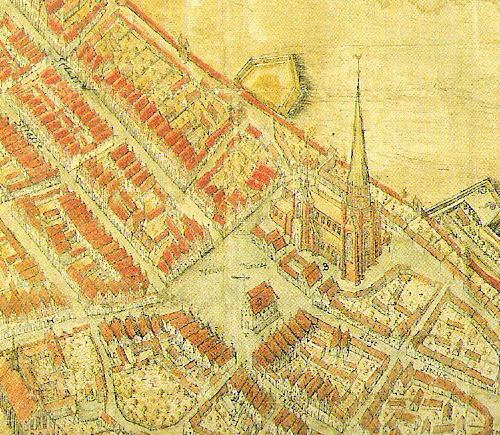
Церковь Св. Марии на плане г. Штральзунда, составленном в 1647 г. Иоганном Штауде

Томас Канцов (нем. Tomas Kantzow; 1505, Штральзунд — 25 сентября 1542, Щецин) — немецкий историк, летописец Померании, секретарь герцогов Померанских.

## Биография

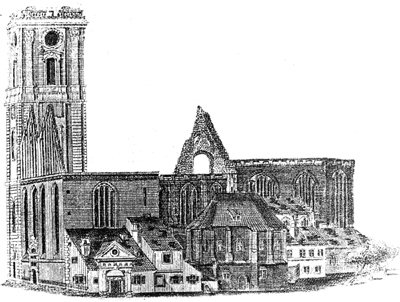
Руины церкви Св. Марии в Штеттине, разрушенной в 1789 году

Точная дата рождения не установлена, не сохранились и сведения о происхождении. По мнению историка И. Г. Козегартена, родился около 1505 года в Штральзунде. Судя по характерному окончанию фамилии на «-ow» («-ов»), был выходцем из полабских славян.
Учился в университетах Ростока и Виттенберга. В документах впервые упоминается в матрикулах студентов Ростокского университета как «Thomas Cantzouw Szundensis», с 29 сентября 1525 года по 1 апреля 1526 года. Получил степень магистра теологии.
Около 1528 года стал секретарём герцогов Померанских Георга I и Барнима Благочестивого при дворе в Штеттине. Занимал должность до 1532 года, когда произошло разделение герцогства Померания, после чего переехал ко двору герцога Филиппа I в Вольгаст, сделавшись секретарём последнего.
Занимая эту должность, содействовал делу реформации в Померании. Начиная с весны 1538 года фигурирует в документах Виттенбергского университета, сотрудничая с его ректором, известным теологом и гуманистом Филиппом Меланхтоном, сподвижником Мартина Лютера.
Возвращаясь из Виттенберга в Штеттин, заболел и умер 25 сентября 1542 года. Погребён был в штеттинской церкви Св. Марии, разрушенной в 1789 году от удара молнии.
Своё литературное наследие завещал Николаусу фон Клемпцену (ум. 1552), с самого начала помогавшему ему в работе над хроникой, и в XIX веке ошибочно считавшемуся её соавтором.

## Сочинения
Основным трудом Канцова является «Померанская хроника» (нем. Chronik von Pommern), доведенная до 1536 года и написанная между 1532 и 1541 годами на верхненемецком языке, что способствовало её распространению. Сочинение это, хронологически охватывающее как историю славянских племён Померании, так и годы немецкого владычества, наиболее насыщено фактами применительно к периоду 1520—1530-х годов, связанному с Реформацией и разделом померанских земель.
Оно выгодно отличается от труда известного историка и теолога Иоганна Бугенхагена «Померания» (лат. Pomerania, 1518), основанного преимущественно на опубликованных источниках и официальных хрониках. Томас Канцов, имея доступ к архивам померанских герцогов, а также церковным и монастырским рукописным собраниям, приводит более подробные сведения о древнейшем периоде истории края, пользуясь также данными археологии и местного фольклора.
Источниками для его исторического сочинения, в частности, послужили латинская хроника середины XIV века, принадлежавшая перу монаха-августинца Апуда из Старгарда (на Ине) (нем. Augustin von Stargard), известная только по выдержкам из труда Канцова и содержавшая краткое изложение истории Западной Померании с 1124 до 1326 года, а также «Хроника Ливонии» Генриха Латвийского (1229) и «Мекленбургская рифмованная хроника» Эрнста фон Кирхберга (1378).
Также при работе над хроникой Канцов использовал фундаментальный труд «Вандалия» (лат. Vandalia, 1519), посвящённый истории славян-вендов, принадлежащий перу известного историка и богослова Альберта Кранца, преподававшего в Ростокском университете. Утверждение немецкого историка первой пол. XIX века профессора Дерптского университета Фридриха Карла Крузе о том, что Канцов «учился у Кранца в Ростоке», вероятно, является ошибочным, так как последний умер ещё в 1517 году в Гамбурге, хотя точная дата рождения Канцова до сих пор не установлена.
Острый язык Канцова, пересыпанный крепкими словечками и меткими сравнениями, характерен для речей и проповедей учёных богословов виттенбергской школы, а в сочинении его заметен дидактизм и резкая критика социальных недостатков.
Автограф последней редакции его хроники (1541—1542) сохранился в манускрипте из Национального архива Дании в Копенгагене (Thott 644 Fol) и содержит две рукописные карты, на которых, помимо городов, сёл, монастырей и церквей, указаны балтийско-славянские этнонимы и топонимы, бытовавшие в Померании ещё в начале XVI века, до Реформации.
Впервые «Померанская хроника» Канцова была опубликована в 1816—1817 годах в Грайфсвальде в двух томах историком-ориенталистом, членом Петербургской Академии наук Иоганном Готтфридом Людвигом Козегартеном. В 1835 году она была выпущена в Штеттине историком Вильгельмом Бёмером, в 1841 году издана в Анкламе архивистом Фридрихом Людвигом фон Медемом, и позже переиздавалась неоднократно.
Среди других трудов Канцова, рукописи которых были обнаружены учёными в сравнительно недавнее время, наибольшего внимания заслуживают «Выдержки из померанской истории» (нем. Fragmenta der pamerischen geschichte, 1532—1538), «Происхождение, древности и история племён Померании, поморян, кашубов, вендов и руян» (нем. Ursprunck, altheit vnd geschicht der volcker vnd lande Pomern, Cassuben, Wenden vnd Rhügen, 1538—1542), а также «Померанские древности» (нем. Vom alten Pomerland), написанные в Виттенберге и оставшиеся неоконченными, и другие сочинения.

## Публикации
- Pomerania oder Ursprunck, Altheit und Geschicht der Völcker und Lande Pomern, Caßuben, Wenden, Stettin, Rhügen, hrsg. von Ludwig Kosegarten. — Greifswald: Mauritius, 1816.
- Thomas Kantzows Chronik von Pommern in niederdeutscher Mundart sammt einer Auswahl aus den übrigen ungedruckten Schriften desselben, hrsg. von Wilhelm Böhmer. — Stettin: Morin, 1835.
- Thomas Kanzow’s Chronik von Pommern in hochdeutscher Sprache, hrsg. von Friedrich Ludwig von Medem. — Anklam: W. Dietze, 1841. — xxxvi, 462 s.
- Des Thomas Kantzows Chronik von Pommern in niederdeutscher, hrsg. von Georg Gaebel. Mundart. — Stettin, 1929.
- Thomas Kantzows Chronik von Pommern in niederdeutscher Mundart sammt einer Auswahl aus den übrigen ungedruckten Schriften desselben, hrsg. von Wilhelm Böhmer. — Vaduz, 1973.
- Des Thomas Kantzow Chronik von Pommern in hochdeutscher, hrsg. von Georg Gaebel. — Volumes I—II. — Stettin, 1897—1898.
- Pomerania. Eine pommersche Chronik aus dem sechzehnten Jahrhundert, hrsg. von Georg Gaebel. — Stettin, 1908.
- Pomerania. — T. 1. — Szczecin: Wyd. Uniwersytet Szczeciński, Archiwum Państwowe, 2005. — ISBN 83-89341-18-2.